# دییل، کنت
latitudeدییل، کنتlongitudeدییل، کنت
دییِل، کنت (به انگلیسی: Deal, Kent) یک شهرک در بریتانیا است که در انگلستان واقع شده‌است.

## خصوصیات
دیل ۳۰٬۰۸۵ نفر جمعیت دارد.

## خواهرخوانده
شهرهای سن-اومر و Vlissingen خواهرخوانده‌های دیل، کنت هستند.